# Vernon Carey
Pour les articles homonymes, voir Carey.
(en) Statistiques sur pro-football-reference
Vernon A. Carey, né le 31 juillet 1981 à Miami (Floride) est un joueur américain de football américain, qui évolue au poste d'offensive guard dans l'équipe des Dolphins de Miami avec laquelle il effectue la totalité de ses 8 années de carrière professionnelle.

## Biographie

### Jeunesse
Vernon Carey joue dans l'équipe de football américain et de basket-ball de la Miami Northwestern Senior High School (en) de Miami. Durant sa première et sa dernière années, il empêche son quaterback de se faire sacker. Durant sa dernière année il est nommé titulaire dans la première équipe All-America par le magazine Parade et USA Today.

### Carrière universitaire
Carey joue pendant 4 saisons pour les Hurricanes de Miami de 2000 à 2003. En 1999, Carey est simplement membre de l'équipe réserve des Hurricanes de Miami.
Durant sa première saison en 2000, il joue 8 matchs en tant que rookie. Durant sa deuxième saison, il participe à tous les matchs et compte même une titularisation, lors du dernier match de la saison contre l'équipe de Virginia Tech en remplacement de Bryant McKinnie, blessé. La saison suivante il est titulaire à douze reprises au poste d'offensive tackle droit. Il réalise 8 blocks permettant un touchdown et 79 blocks importants. À la suite de ces résultats, il est nommé dans la deuxième équipe All-Big East Conference.
Il est titulaire à onze reprises lors de sa dernière année et est repositionné au poste d'offensive guard gauche. Carey détient le record de blocks importants de l'équipe des Hurricanes de Miami.

### Carrière professionnelle

#### Dolphins de Miami

##### Saison 2004
Carey est drafté au premier tour de la draft NFL en 2004 par les Dolphins de Miami. Il est le 3e joueur de ligne offensive drafté cette année la. Pour être sur de pouvoir drafter Carey les Dolphins ont réalisé un "trade up" en échangeant leur choix de premier tour de draft contre un choix mieux placé. Les Dolphins signent Carey pour cinq ans et 8,6 millions de dollars. Carey touche une salaire 6,3 millions de dollars lors de sa première année.
Lors du camp d'entrainement de sa première saison, il joue au poste d'offensive guard et d'offensive tackle. Il est deux fois titulaire sur 14 participations. La première titularisation intervient le 10 octobre 2004 contre les Patriots de la Nouvelle-Angleterre, il remplace John St. Clair blessé. Il est également titulaire la semaine suivante pour le match face aux Bills de Buffalo. Malgré quelques faiblesses et difficultés durant sa première année, Carey a de nombreuses qualités pour devenir titulaire lors des saisons à venir.

##### Saison 2005
Avant le début de la saison, Carey doit être titulaire au poste d'offensive tackle gauche, mais finalement, il est titularisé au poste de tackle droit en août 2005. Il participe aux 16 matchs de la saison et est titulaire à 14 reprises au poste de tackle droit. Il fait partie de la ligne offensive qui détient la quatrième place de la NFL en termes de sacks concédés en une saison avec seulement 26 sacks concédés. Il participe à tous les snaps offensifs des onze dernières semaines de la saison.

##### Saison 2006
Une fois de plus l'équipe des Dolphins envisage de repositionner Carey, cette fois au poste de guard droit, finalement il reste titulaire a son poste de tackle droit. En début de saison, la ligne offensive des Dolphins est en difficulté, Carey est le seul joueur qui donne satisfaction aux entraîneurs. Il est titulaire pendant les 16 matchs de la saison et il est le joueur de la ligne offensive des Dolphins le plus productif et fiable de la saison.

##### Saison 2007
Lors d'une conférence de presse tenue lors de la première journée de la Draft 2007 de la NFL par l’entraîneur des Dolphins Cam Cameron (en), Carey est confirmé comme titulaire au poste de tackle gauche pour la saison à venir. Il joue donc les 16 matchs de la saison en tant que titulaire.

##### Saison 2008
Avec la sélection de Jake Long comme 1er choix du 1er tour de la Draft 2008 de la NFL par les Dolphins, Carey est repositionné au poste de tackle droit. Selon le site internet Pro Football Focus, Carey est classé 7e meilleur tackle offensif de la NFL. Durant la saison il concède seulement 6 sacks.

##### Saison 2009
En 2009, Carey commence les 16 matchs de la saison en tant que titulaire au poste de tackle droit. Lors du match du 3 janvier 2010 contre les Steelers de Pittsburgh, il joue sont 74 matchs comme titulaire avec les Dolphins. Au cours de la saison il concède uniquement 4 sacks.

##### Saison 2010
En 2010, Carey joue 12 matchs en tant que titulaire au poste de tackle droit, il rate 4 matchs à cause d'une blessure.

##### Saison 2011
En 2011, Carey joue 15 matchs en tant que titulaire au poste de tackle droit. Le 5 août 2012, il annonce sa retraite. Par la suite, il devient entraîneur adjoint de l'équipe de football de la Miami Northwestern Senior High School (en) de Miami.